# NGC 383
NGC 383 je eliptická galaxie v souhvězdí Ryb. Její zdánlivá jasnost je 12,2m a úhlová velikost 2,0′ × 1,7′. Je vzdálená 235 milionů světelných let, průměr má 135 000 světelných let. Galaxie je zdrojem silného radiového záření. Je členem skupiny galaxií LGG 18 okolo galaxie NGC 452. Galaxie je zařazena v Arpově Katalogu pekuliarních galaxií jako člen řetězce galaxií označeného Arp 311. Objekt objevil 12. září 1784 William Herschel.

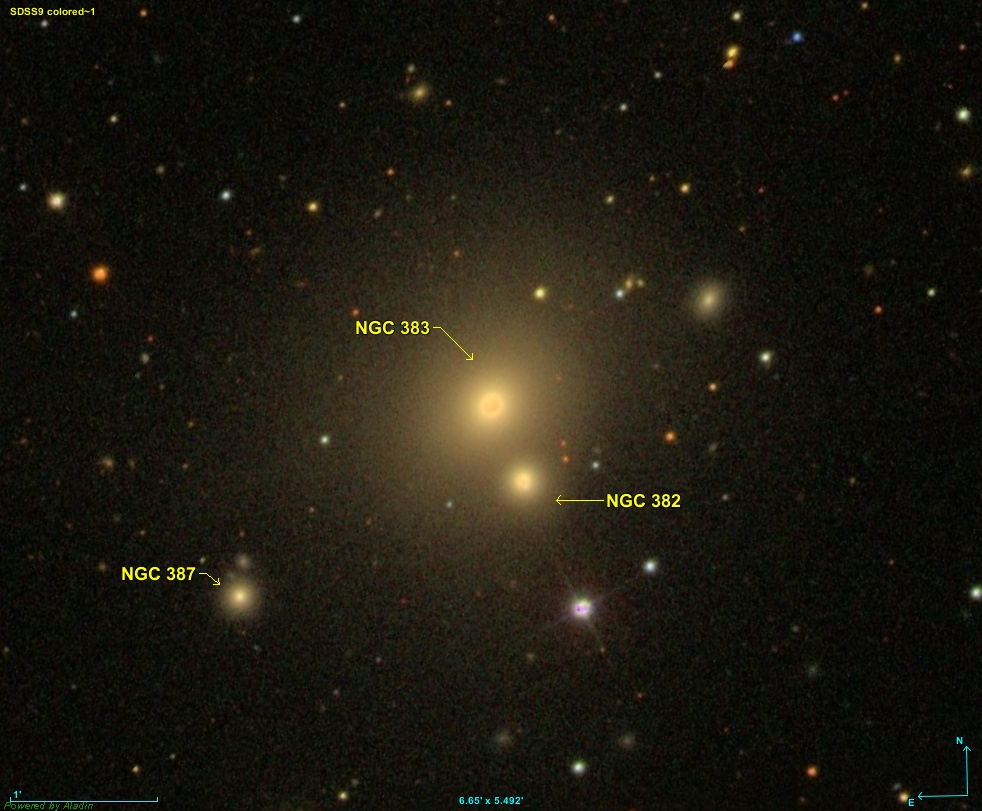
NGC 383 s galaxiemi NGC 382 a NGC 387

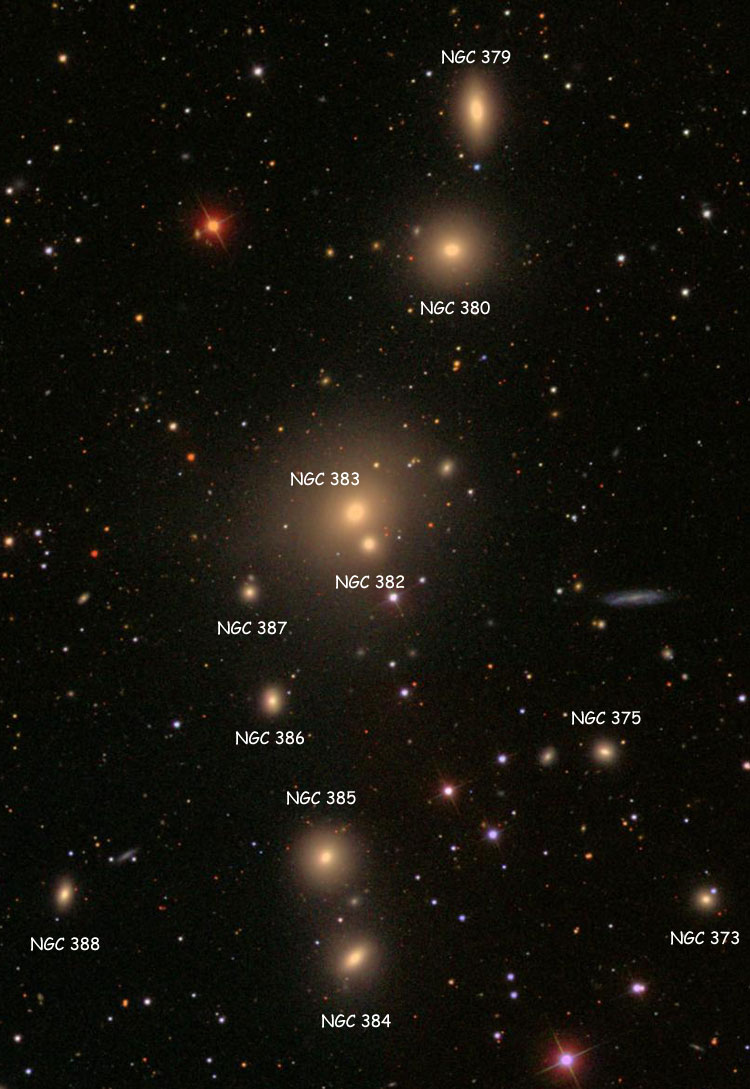
řetěz galaxií Arp 331. (SDSS)